# Glenn Skram
Glenn Skram (ur. 19 kwietnia 1974 r.) – norweski narciarz, specjalista kombinacji norweskiej, dwukrotny złoty medalista mistrzostw świata juniorów, a także zwycięzca Pucharu Kontynentalnego.

## Kariera
Po raz pierwszy na arenie międzynarodowej Glenn Skram pojawił się w marcu 1992 roku, podczas Mistrzostw Świata Juniorów w Vuokatti, gdzie wspólnie z kolegami zdobył złoty medal w sztafecie. Wynik ten Norwegowie ze Skramem w składzie powtórzyli także na Mistrzostwach Świata Juniorów w Breitenwang dwa lata później.
W Pucharze Świata zadebiutował 15 stycznia 1994 roku w Oslo, gdzie zajął 53. miejsce w zawodach metodą Gundersena. Pierwsze pucharowe punkty zdobył niedługo później, 19 marca 1994 roku w Thunder Bay, zajmując 11. miejsce w Gundersenie. W klasyfikacji sezonu 1993/1994 zajął 42. miejsce. Najlepsze wyniki w Pucharze Świata osiągnął w sezonie 1994/1995, który ukończył na piętnastej pozycji. Nigdy nie stanął na podium zawodów pucharowych.
Skramm startował także Pucharze Świata B (obecnie Puchar Kontynentalny), w którym osiągał lepsze wyniki. Pięciokrotnie stawał na podium, przy czym 13 lutego 1994 roku był najlepszy w Klingenthal w zawodach metodą Gundersena. Najlepsze wyniki osiągnął w sezonie 1993/1994, kiedy triumfował w klasyfikacji generalnej. Nigdy nie startował na mistrzostwach świata ani igrzyskach olimpijskich.
W 1997 roku postanowił zakończyć karierę.

## Osiągnięcia

### Mistrzostwa świata juniorów
| Miejsce | Dzień       | Rok  | Miejscowość | Konkurencja          | Wynik zwycięzcy | Strata | Zwycięzca |
| ------- | ----------- | ---- | ----------- | -------------------- | --------------- | ------ | --------- |
| 1.      | 22 marca    | 1992 | Vuokatti    | Sztafeta K-90/3x5 km | ?               | -      | -         |
| 1.      | 27 stycznia | 1994 | Breitenwang | Sztafeta K-90/3x5 km | ?               | -      | -         |

### Puchar Świata

#### Miejsca w klasyfikacji generalnej
- sezon 1993/1994: 42.
- sezon 1994/1995: 15.
- sezon 1995/1996: 28.
- sezon 1996/1997: 43.

#### Miejsca na podium chronologicznie
Skramm nigdy nie stał na podium indywidualnych zawodów Pucharu Świata.

### Puchar Kontynentalny

#### Miejsca w klasyfikacji generalnej
- sezon 1992/1993: 23.
- sezon 1993/1994: 1.

#### Miejsca na podium chronologicznie
| Nr | Data            | Miejscowość   | Konkurencja         | Wynik zwycięzcy | Pozycja | Strata | Zwycięzca         |
| -- | --------------- | ------------- | ------------------- | --------------- | ------- | ------ | ----------------- |
| 1. | 12 grudnia 1993 | Kuopio        | Gundersen K90/15 km | ?               | 2.      | ?      | Tsugiharu Ogiwara |
| 2. | 19 grudnia 1993 | Vuokatti      | Gundersen K90/15 km | ?               | 2.      | ?      | Hannu Manninen    |
| 3. | 13 lutego 1994  | Klingenthal   | Gundersen K73/15 km | ?               | 1.      | -      | -                 |
| 4. | 17 lutego 1994  | Szczyrk       | Gundersen K90/15 km | ?               | 2.      | ?      | Günter Csar       |
| 5. | 20 lutego 1994  | Štrbské Pleso | Gundersen K90/15 km | ?               | 3.      | ?      | Christoph Braun   |